# Fête du Nunavut
La Fête du Nunavut, célébrée le 9 juillet, souligne chaque année l’entrée en vigueur de l’Accord sur les revendications territoriales du Nunavut,,.